# La verità su Mamma Oca
La verità su Mamma Oca (The Truth About Mother Goose) è un film del 1957 diretto da Bill Justice e Wolfgang Reitherman. È un cortometraggio animato, prodotto dalla Walt Disney Productions e uscito negli Stati Uniti il 28 agosto 1957, distribuito dalla Buena Vista Distribution.

## Trama
Tre giullari raccontano, per mezzo di brevi brani jazz, la vera storia di famose nursery rhymes, filastrocche inglesi normalmente narrate ai bambini piccoli, ma che spesso nascondono un significato inquietante.
- Little Jack Horner: contrariamente a quanto afferma la nursery rhyme, Jack Horner non era un bambino, ma un servo del sindaco di Londra incaricato di portare una torta al re Enrico VIII in occasione del Natale. Sapendo che era uso comune nascondere preziosi regali all'interno dei dolci, Jack infilò una mano nella torta e vi trovò il contratto di cessione di una sontuosa villa, di cui si impossessò, consegnando al sovrano la torta vuota. Enrico VIII punì severamente il sindaco, colpevole di aver fatto una falsa promessa; Jack visse invece il resto della vita nella villa destinata al re, tormentato però dai sensi di colpa.

- Mary, Mary quite contrary: la Mary del titolo era in realtà Maria Stuarda. Dopo aver sposato il crudele Lord Darnley, Maria ebbe numerosi amanti che vennero tutti eliminati da Darnley, finché uno di loro non lo uccise. Costretta ad abdicare, dopo una serie di tentativi falliti di riconquistare il trono, Maria riparò da sua cugina Elisabetta I, che divenne molto gelosa di lei, fino a farla condannare a morte. La filastrocca richiama il fatto che, mentre era regina, Maria avesse introdotto a corte usanze francesi contrarie a quelle della tradizione inglese, come le campanelle sui vestiti, il consumo di ostriche e l'obbligo per le sue damigelle di mettersi in fila.

- London Bridge Is Falling Down: viene ricostruita la storia del Ponte di Londra, celebre passaggio a ridosso del Tamigi. Costruito come semplice ponte a due corsie nel Medio Evo, nel corso dei secoli vi furono costruiti sopra raffinati edifici, che gli diedero un aspetto peculiare e lo fecero diventare famoso in tutto il mondo. Il peso delle costruzioni divenne tuttavia eccessivo, e la struttura, già logorata, fu danneggiata anche dall'urto con le navi di passaggio e dal Grande incendio di Londra. Restaurato più volte, venne infine sostituito da un ponte più moderno ma privo del fascino originale. La filastrocca ricorda il timore dei londinesi che il ponte crollasse.

## Produzione
Questo cortometraggio è considerato un Disney one-shot: non appartiene cioé ad alcuna serie cinematografica. Dura 15 minuti, quasi il doppio dei tradizioni cortometraggi Disney; fu prodotto riciclando alcune animazioni di film Disney usciti negli anni precedenti, tra cui Le avventure di Ichabod e Mr. Toad (1949) e Cenerentola (1950). Parte della sequenza della giostra medievale sul London Bridge, compreso il commento musicale in sottofondo, sarà poi riutilizzata nella scena del torneo in La spada nella roccia (1963).
La verità su Mamma Oca fu nominato all'Oscar come miglior cortometraggio d'animazione nel 1957, ma perse contro Birds Anonymous, della serie Warner Bros Merrie Melodies.
Nel 1963 il cortometraggio fu proposto all'interno della serie Disneyland. La durata complessiva del corto fu aumentata di circa 30 minuti, con l'aggiunta di un'introduzione di Walt Disney e alcuni intermezzi (realizzati con materiali d'archivio) in cui Pico De Paperis e Pippo commentano le sequenze.

## Edizioni home video

### Stati Uniti d'America

#### DVD
- Walt Disney Treasures: Disney Rarities – Celebrated Shorts: 1920s–1960s[2]

### Italia

#### VHS
- Paperino e soci a caccia di... guai[3]